# Delray Beach Open 2021 - Qualificazioni singolare
Le qualificazioni del singolare del Delray Beach Open 2021 sono state un torneo di tennis preliminare per accedere alla fase finale della manifestazione. I vincitori dell'ultimo turno sono entrati di diritto nel tabellone principale. In caso di ritiro di uno o più giocatori aventi diritto a questi sono subentrati i lucky loser, ossia i giocatori che hanno perso nell'ultimo turno ma che avevano una classifica più alta rispetto agli altri partecipanti che avevano comunque perso nel turno finale.

## Teste di serie
1. Marcelo Tomás Barrios Vera (primo turno)
2. Viktor Galović (ultimo turno)
3. Gonçalo Oliveira (ultimo turno)
4. Pedro Sakamoto (primo turno)

1. Roberto Quiroz (qualificato)
2. Alexander Ritschard (primo turno, ritirato)
3. Kevin King (qualificato)
4. Johannes Härteis (primo turno, ritirato)

## Qualificati
1. Christian Harrison
2. Roberto Quiroz

1. Kevin King
2. Donald Young

## Tabellone

### Legenda
| - Q = Qualificato - WC = Wild card - LL = Lucky loser | - ALT = Alternate - SE = Special Exempt - PR = Protected Ranking | - w/o = Walkover - r = Ritirato - d = Squalificato |

### Sezione 1
|  | Primo turno | Primo turno                | Primo turno                | Primo turno | Primo turno |  |  | Ultimo turno | Ultimo turno       | Ultimo turno | Ultimo turno | Ultimo turno |  |
|  |             |                            |                            |             |             |  |  |              |                    |              |              |              |  |
|  | 1           | Marcelo Tomás Barrios Vera | Marcelo Tomás Barrios Vera | 4           | 4           |  |  |              |                    |              |              |              |  |
|  | PR          | Christian Harrison         | Christian Harrison         | 6           | 6           |  |  | PR           | Christian Harrison | 6            | 69           | 7            |  |
|  | WC          | Zane Khan                  | 6                          | 3           |             |  |  | WC           | Zane Khan          | 1            | 7            | 64           |  |
|  | 6           | Alexander Ritschard        | 3                          | 1           | r           |  |  |              |                    |              |              |              |  |

### Sezione 2
|  | Primo turno | Primo turno     | Primo turno    | Primo turno | Primo turno |  |  | Ultimo turno | Ultimo turno   | Ultimo turno   | Ultimo turno | Ultimo turno |  |
|  |             |                 |                |             |             |  |  |              |                |                |              |              |  |
|  | 2           | Viktor Galović  | Viktor Galović | 6           | 6           |  |  |              |                |                |              |              |  |
|  |             | Aziz Dougaz     | Aziz Dougaz    | 4           | 3           |  |  | 2            | Viktor Galović | Viktor Galović | 3            | 5            |  |
|  | Alt         | Gonzalo Escobar | 4              | 7           | 5           |  |  | 5            | Roberto Quiroz | Roberto Quiroz | 6            | 7            |  |
|  | 5           | Roberto Quiroz  | 6              | 6           | 7           |  |  |              |                |                |              |              |  |

### Sezione 3
|  | Primo turno | Primo turno      | Primo turno   | Primo turno | Primo turno |  |  | Ultimo turno | Ultimo turno     | Ultimo turno     | Ultimo turno | Ultimo turno |  |
|  |             |                  |               |             |             |  |  |              |                  |                  |              |              |  |
|  | 3           | Gonçalo Oliveira | 3             | 6           | 6           |  |  |              |                  |                  |              |              |  |
|  | WC          | Liam Draxl       | 6             | 3           | 2           |  |  | 3            | Gonçalo Oliveira | Gonçalo Oliveira | 3            | 3            |  |
|  | Alt         | Benjamin Lock    | Benjamin Lock | 2           | 3           |  |  | 7            | Kevin King       | Kevin King       | 6            | 6            |  |
|  | 7           | Kevin King       | Kevin King    | 6           | 6           |  |  |              |                  |                  |              |              |  |

### Sezione 4
|  | Primo turno | Primo turno      | Primo turno      | Primo turno | Primo turno |  |  | Ultimo turno | Ultimo turno  | Ultimo turno | Ultimo turno | Ultimo turno |  |
|  |             |                  |                  |             |             |  |  |              |               |              |              |              |  |
|  | 4           | Pedro Sakamoto   | 6                | 4           | 2           |  |  |              |               |              |              |              |  |
|  |             | Donald Young     | 3                | 6           | 6           |  |  |              | Donald Young  | 4            | 6            | 6            |  |
|  |             | Stefan Kozlov    | Stefan Kozlov    | 5           |             |  |  |              | Stefan Kozlov | 6            | 4            | 4            |  |
|  | 8           | Johannes Härteis | Johannes Härteis | 0           | r           |  |  |              |               |              |              |              |  |